# Arbeter Ring États-Unis
 (avril 2022).
La mise en forme du texte ne suit pas les recommandations de Wikipédia : il faut le « wikifier ».
Les points d'amélioration suivants sont les cas les plus fréquents. Le détail des points à revoir est peut-être précisé sur la page de discussion.
- Les titres sont pré-formatés par le logiciel. Ils ne sont ni en capitales, ni en gras.
- Le texte ne doit pas être écrit en capitales (les noms de famille non plus), ni en gras, ni en italique, ni en « petit »…
- Le gras n'est utilisé que pour surligner le titre de l'article dans l'introduction, une seule fois.
- L'italique est rarement utilisé : mots en langue étrangère, titres d'œuvres, noms de bateaux, etc.
- Les citations ne sont pas en italique mais en corps de texte normal. Elles sont entourées par des guillemets français : « et ».
- Les listes à puces sont à éviter, des paragraphes rédigés étant largement préférés. Les tableaux sont à réserver à la présentation de données structurées (résultats, etc.).
- Les appels de note de bas de page (petits chiffres en exposant, introduits par l'outil «  Source ») sont à placer entre la fin de phrase et le point final[comme ça].
- Les liens internes (vers d'autres articles de Wikipédia) sont à choisir avec parcimonie. Créez des liens vers des articles approfondissant le sujet. Les termes génériques sans rapport avec le sujet sont à éviter, ainsi que les répétitions de liens vers un même terme.
- Les liens externes sont à placer uniquement dans une section « Liens externes », à la fin de l'article. Ces liens sont à choisir avec parcimonie suivant les règles définies. Si un lien sert de source à l'article, son insertion dans le texte est à faire par les notes de bas de page.
- La présentation des références doit suivre les conventions bibliographiques. Il est recommandé d'utiliser les modèles {{Ouvrage}}, {{Chapitre}}, {{Article}}, {{Lien web}} et/ou {{Bibliographie}}. Le mode d'édition visuel peut mettre en forme automatiquement les références.
- Insérer une infobox (cadre d'informations à droite) n'est pas obligatoire pour parachever la mise en page.

Pour une aide détaillée, merci de consulter Aide:Wikification.
Si vous pensez que ces points ont été résolus, vous pouvez retirer ce bandeau et améliorer la mise en forme d'un autre article.
Le Workmen’s Circle ou  Arbeter Ring (אַרבעטער־רינג) est une organisation yiddishiste américaine de gauche, laïque, séculariste, universaliste et à but non lucratif, affiliée au travaillisme, et ayant essaimé dans de nombreux territoires regroupant des communautés ashkénazes ou yiddishophones. Elle promeut les valeurs traditionnellement associées à la culture yiddish (la yiddishkeit), et est engagée dans les combats pour la justice sociale, la réparation (tikkun olam) et la défense des droits des immigrés.
L’Arbeter Ring dispose de maisons de retraite pour ses membres, gère des écoles et un camp de vacances, propose une police d’assurance-maladie et présente un programme annuel de concerts, conférences, célébrations laïques des fêtes juives et organise chaque année une commémoration de l’Insurrection du ghetto de Varsovie contre le nazisme. L’administration centrale est sise à New York mais l’association possède des bureaux à Boston ; Cleveland ; Los Angeles ; Michigan ; Toronto, Montréal et Winnipeg, et rassemble environ 11 000 membres dans tout le pays.
Le Jewish Book Center of The Workmen's Circle est une librairie spécialisée qui se trouve dans les mêmes locaux que l’Arbeter Ring de New York.

## Histoire
Fondé en 1900, par des bundistes, le Workmen’s Circle fut l'une des organisations juives les plus puissantes (80 000 Membres en 1920) du mouvement ouvrier américain. Elle possédait le leadership au sein du Jewish Labor Committee 
D'origine socialiste bundiste, défendant principalement les droits de la classe ouvrière, l'Arbeter Ring de nos jours serait qualifié de libéral centriste sur l'échiquier politique américain. 
Le Workmen’s circle s’est opposé à la guerre en Irak, lutte contre les pratiques injustes du monde du travail, soutient les réformes sur l’immigration, la réforme des soins de santé et notamment l’universalisation de l’assurance maladie, le contrôle des armes, la liberté des femmes en matière de procréation, tout en proposant un ensemble d'activités culturelles.

## Présidents
| Nom                  | Année                     |
| -------------------- | ------------------------- |
| Madelon Braun        | 2010- actuelle présidente |
| Robert Kaplan        | 2008–2010                 |
| Peter Pepper         | 2004–2008                 |
| Martin Krupnick      | 2000–2004                 |
| Barney Zumoff        | 1992–1996                 |
| Moishe "Mark" Mlotek | 1996–2000                 |

## Publications
Le journal yiddish de l’Arbeter Ring, The Forward (En avant. פֿאָרװערטס Forverts en yiddish), eut un temps le plus fort tirage de presse non-anglaise publiée dans tous les États-Unis.
En 2008, le Forward en anglais et yiddish a été distribué sous forme de magazine hebdomadaire avec chacun un contenu indépendant
Entre 2007 et 2009, les adhérents ont reçu un supplément appelé Jewish Currents.
Jane Eisner est devenu rédacteur en chef en juin 2008.
Le principal éditorialiste al est J.J. Goldberg, qui tient ce poste depuis 2008. 
Le journal toujours distribué en 2010, maintient une ligne éditoriale de centre gauche. Pendant quelques années une édition russe a paru.
On peut lire tous les jours une version numérique en anglais et en yiddish sur Internet. Voir le 
site du Forward

## Programmes pour les jeunes
L'Arbeter Ring gère de nombreuses shuls (écoles juives réformées) du cycle élémentaire au cours moyen. Ces écoles mettent l'accent sur l'enseignement de l'histoire juive et de la langue yiddish plutôt que sur une orthopraxie religieuse. L'enseignement de la culture juive, qui inclut aussi bien la musique klezmer que la cuisine juive traditionnelle, met en avant l’apprentissage du yiddish et de la culture qui l’accompagne.
Les élèves apprennent des chants traditionnels en yiddish, en anglais et en hébreu. 
À la fin de ses études, vers 12/13 ans, l’élève garçon/fille passe sa Bar/Bas Mitzvah laïque, appelé "commencement". Dans leur groupe d’étude, ils/elles doivent préparer un exposé sur un sujet de leur choix ainsi que présenter l’histoire de leur famille.
Pour leur “commencement”, chacun(e) présentera une recherche personnelle, un document sur l’histoire de sa famille, un exposé sur l’action qu’ils/elles ont effectuée pendant l’année pour la communauté. 

## Sources
- (en) Cet article est partiellement ou en totalité issu de l’article de Wikipédia en anglais intitulé « The Workmen's Circle » (voir la liste des auteurs).